# Sívas (Crète)
Sívas (en grec moderne : Σίβας) est un village de Crète, en Grèce, appartenant au dème de Tymbáki et au nome de Héraklion. Selon le recensement de 2011, sa population était de 401 habitants.